# Arcadia (Floryda)
Arcadia – miasto w Stanach Zjednoczonych, w stanie Floryda, siedziba administracyjna hrabstwa DeSoto.